# Elymus trachycaulus
Elymus trachycaulus là một loài thực vật có hoa trong họ Hòa thảo. Loài này được (Link) Gould ex Shinners mô tả khoa học đầu tiên năm 1954.

## Hình ảnh

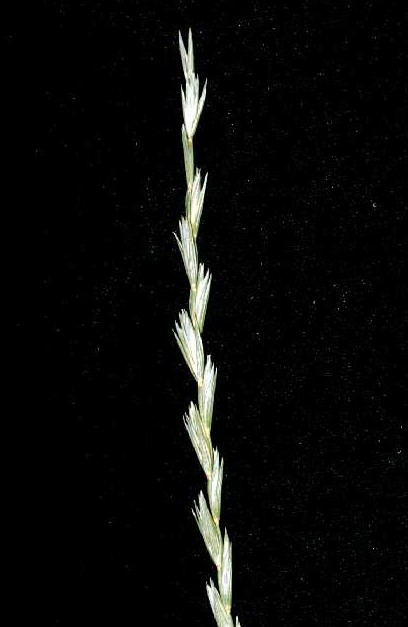
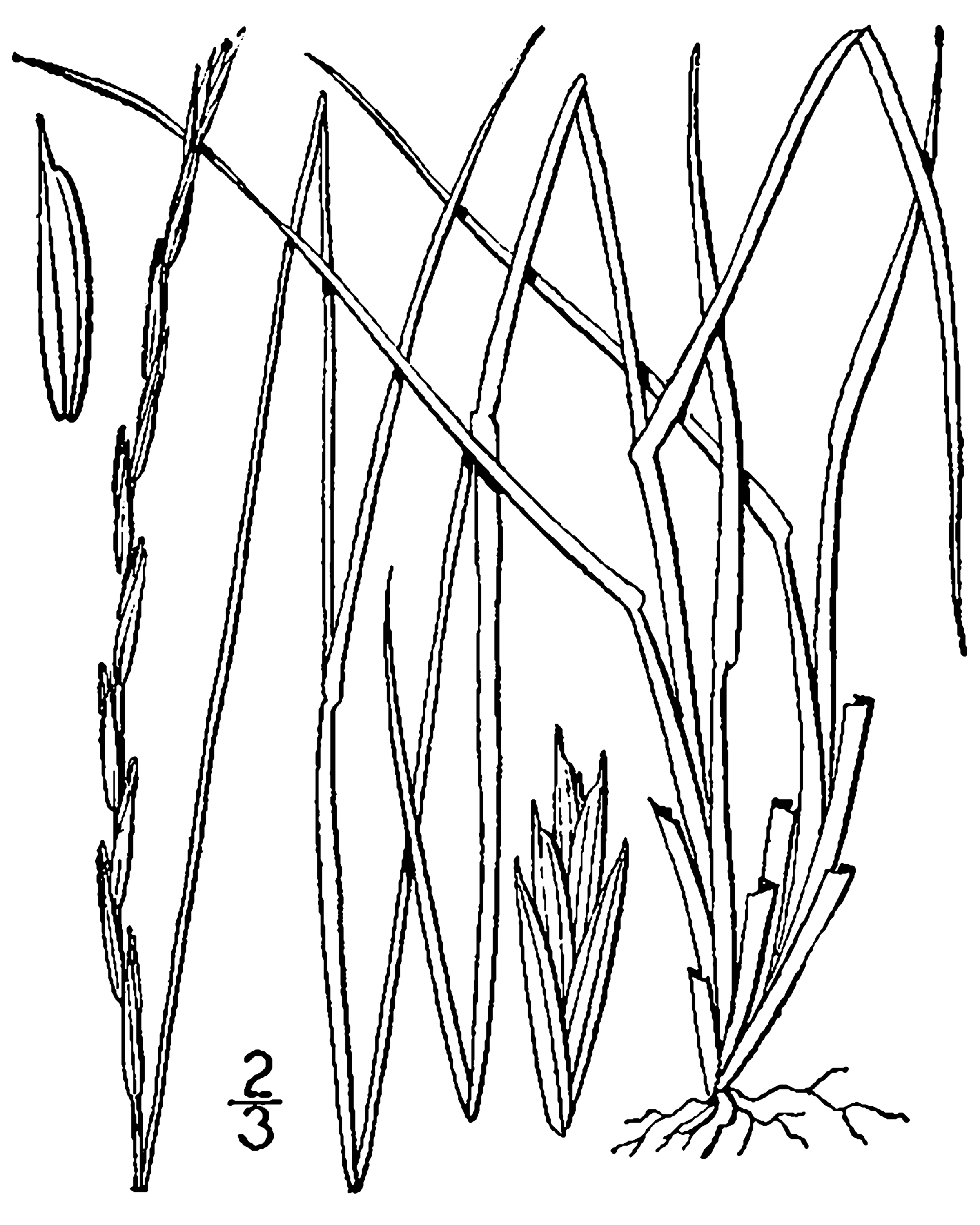
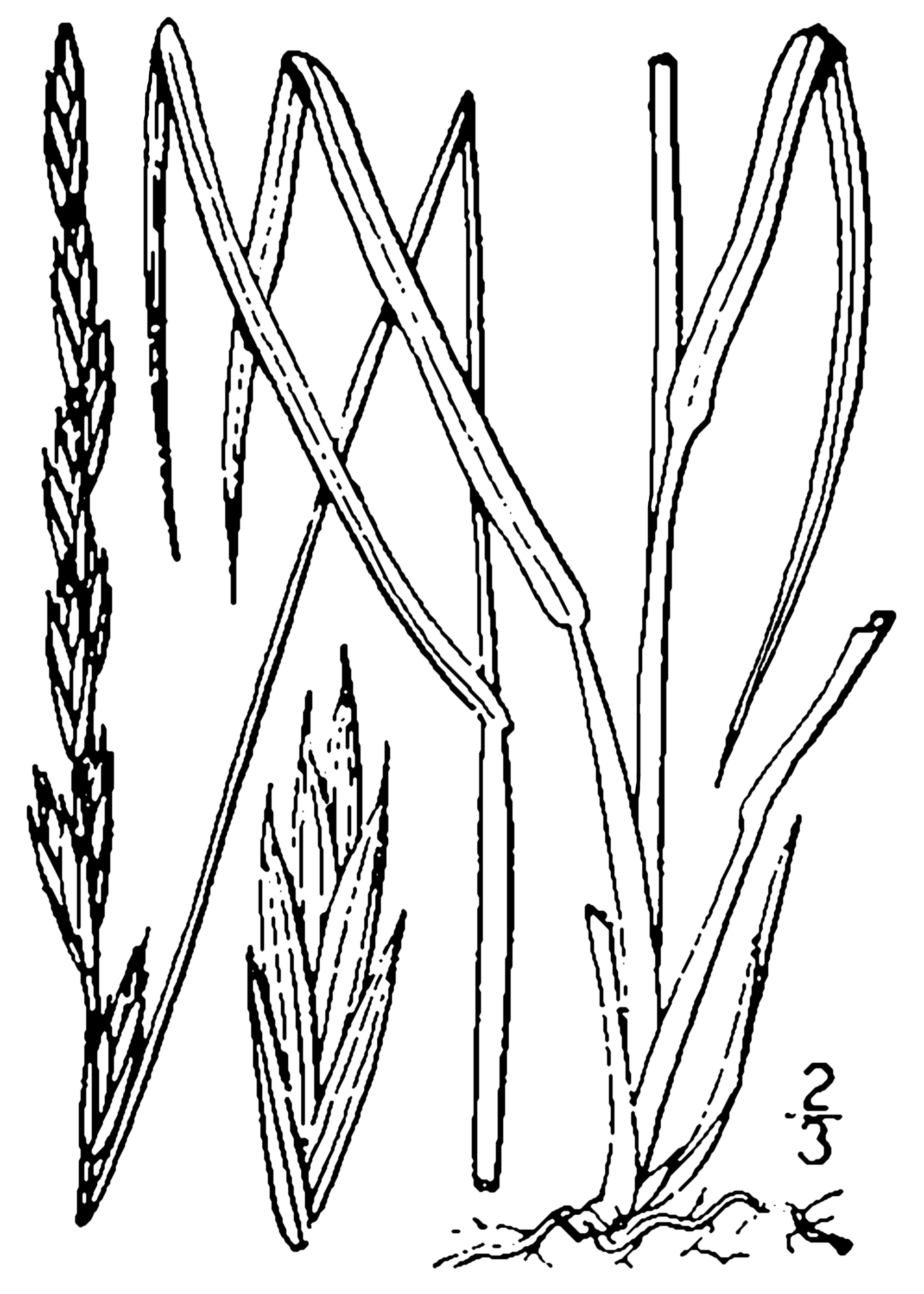
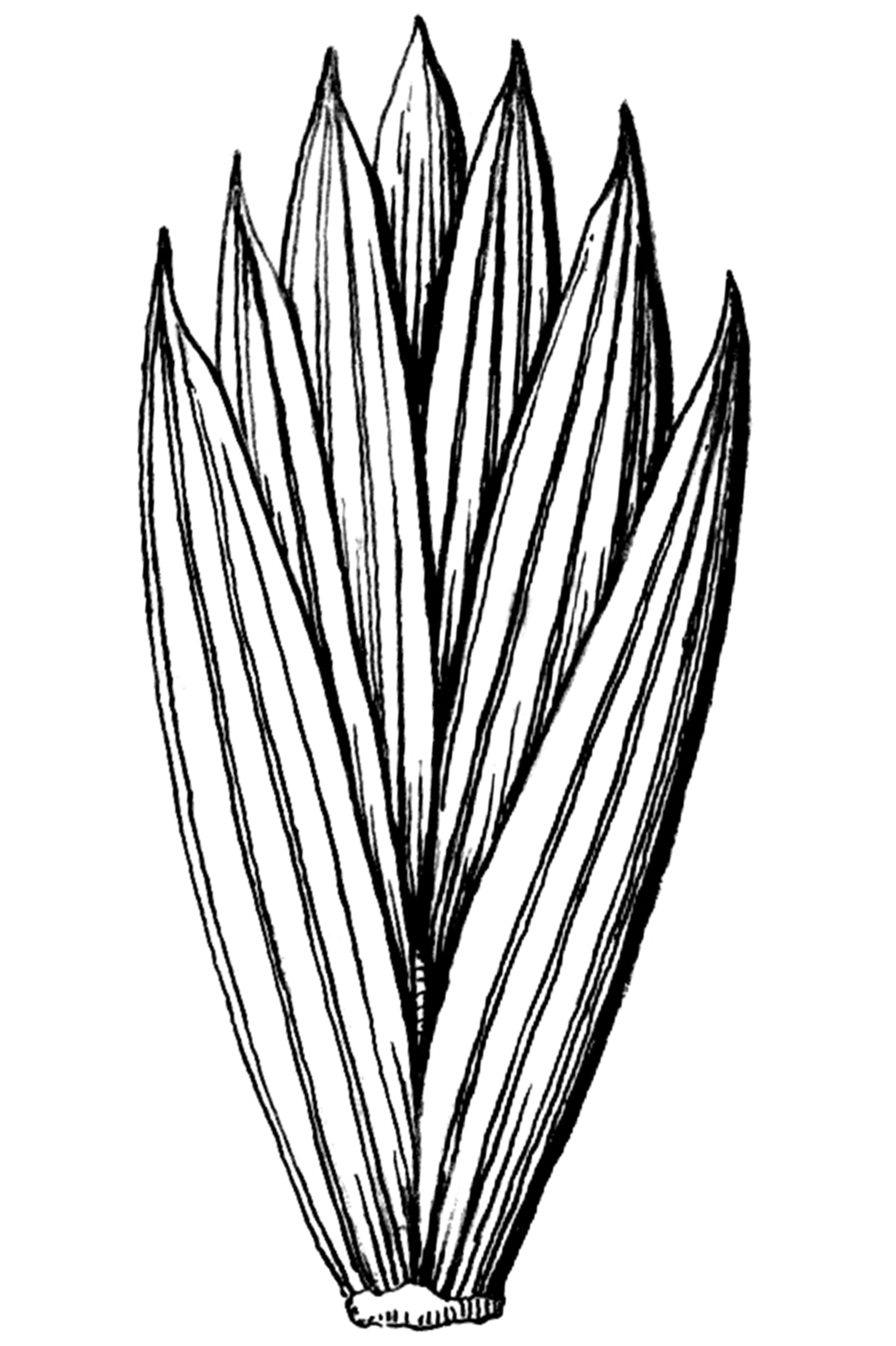